# Universidad Católica Cecilio Acosta

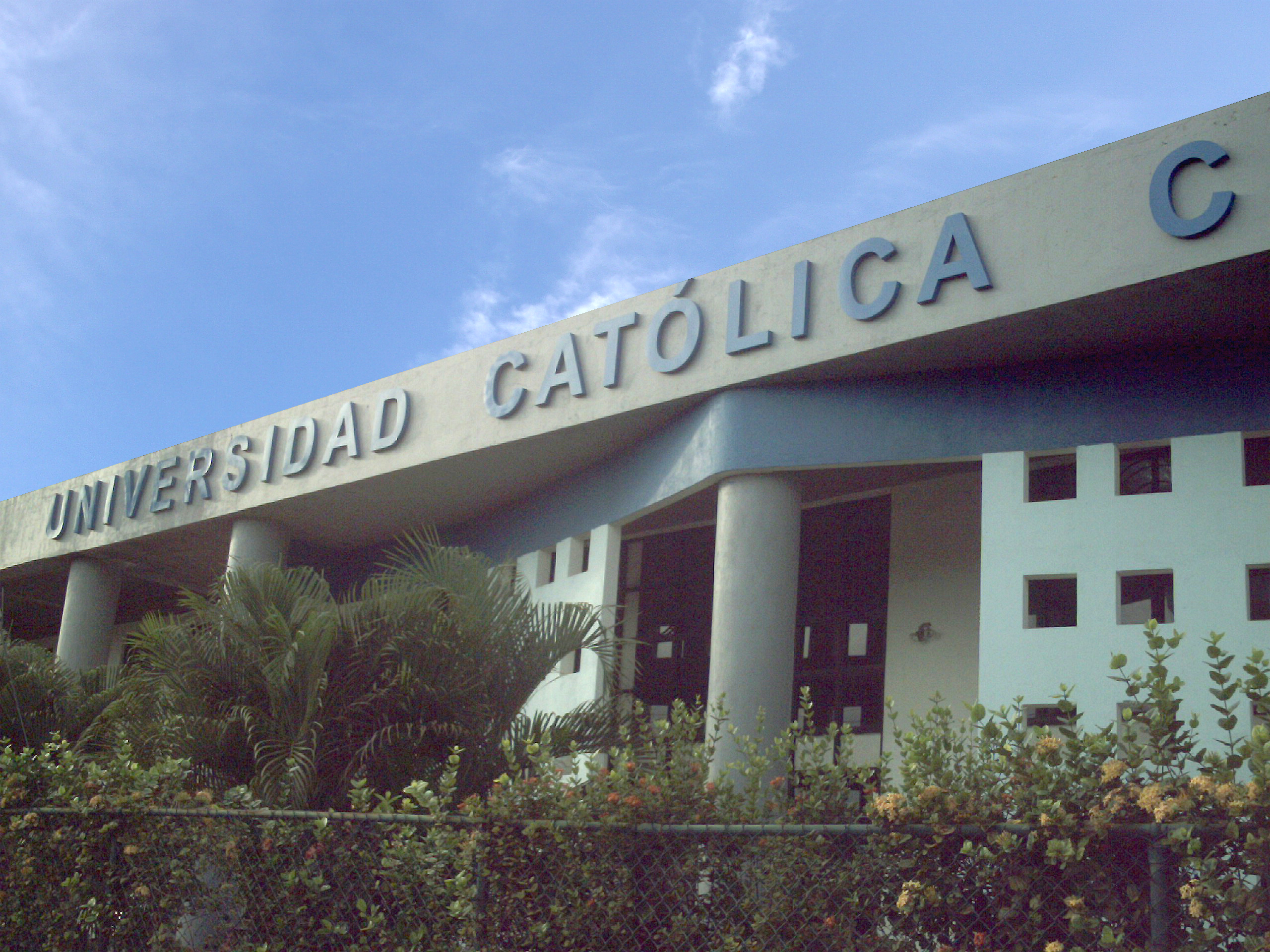
Universidad Cecilio Acosta

Die Universidad Católica Cecilio Acosta (UNICA; deutsch Katholische Universität Cecilio Acosta) ist eine Universität in Maracaibo in Venezuela. Die Hochschule wurde 1983 in Caracas gegründet.
Namensgeber ist der venezolanische Schriftsteller Cecilio Acosta.